# رباط دالی
رباط دالی یا لیگامان دلتوئید (انگلیسی: Deltoid ligament) بندینهٔ قوی، صاف و سه‌گوشی است که در قسمت داخلی مچ پا قرار دارد. این رباط در بالا به لبه پایینی قوزک داخلی می‌چسبد و در پایین به استخوان‌های قاپ (تالوس)، استخوان پاشنه (کالکانئوس) و استخوان ناوسان (ناویکولار) متصل می‌شود و خود از قسمت‌هایی تشکیل شده‌است.